# National Videnskabsetisk Komité
 Denne artikel bør gennemlæses af en person med fagkendskab for at sikre den faglige korrekthed.

National Videnskabsetisk Komité (indtil 2012 Den Centralvidenskabsetiske Komité) er en uafhængig myndighed under Sundheds - og Ældreministeriet, der har til formål at sikre, at biomedicinske forskningsprojekter gennemføres videnskabsetisk forsvarligt. Det indebærer, at forsøgspersonernes rettigheder, sikkerhed og sundhed går forud for videnskabelige og samfundsmæssige interesser.
Nationale Videnskabsetisk Komité blev oprettet i 2011 som afløser for Centralvidenskabsetiske Komité (oprettet i 1980) og har ni regionale komitéer under sig, der alle har såvel forskere som lægfolk som medlemmer. Den Centralvidenskabsetiske Komité udstikker generelle retningslinjer, tager stilling til principielle spørgsmål og fungerer som ankeinstans for afgørelser i de regionale komitéer. Komitéen kan foretage indberetninger til ministeren. 
Der er 22 medlemmer af komitéen samt 2 repræsentanter for den regionale videnskabsetiske komité på Færøerne.
Årligt uddeler komitéen Den Videnskabsetiske Hæderspris til en gruppe eller person indenfor sundhedsområdet, der har gjort en særligt god indsats på det videnskabsetiske område.